# Libethra sartoria
Libethra sartoria är en insektsart som beskrevs av Brunner von Wattenwyl 1907. Libethra sartoria ingår i släktet Libethra och familjen Diapheromeridae. Inga underarter finns listade i Catalogue of Life.